# Pedro Rodrigues Filho
Pedro Rodrigues Filho soprannominato Pedrinho Matador (Pedrino assassino) (Santa Rita do Sapucaí, 29 ottobre 1954 – Mogi das Cruzes, 5 marzo 2023) è stato un serial killer brasiliano, forse il più prolifico e brutale che lo stato del Brasile abbia mai avuto. Avrebbe commesso almeno 100 omicidi, di cui 71 accertati.

## Origini
Pedro Rodrigues Filho nacque in una fattoria brasiliana situata a Santa Rita do Sapucaì nel 1954. I suoi genitori si chiamavano Pedro Rodriguez e Manuela; la coppia aveva anche una figlia. Filho venne alla luce con il cranio leggermente offeso, risultato di un'aggressione subita da sua madre da parte del marito durante la gravidanza. Filho sostiene di aver avuto il suo primo impulso ad uccidere all'età di tredici anni; durante una discussione con un cugino più grande, lo spinse in una pressa da macina della canna da zucchero: il ragazzo per poco non morì. Da piccolo trovò lavoro per un certo tempo in una piccola macelleria di pollame. Non andò mai a scuola. Quando Pedro aveva circa quattordici anni, suo padre (che si occupava di vigilanza in una scuola) fu licenziato dal sindaco di Alfenas, il quale lo accusava di rubare dalla mensa scolastica.

## Omicidi
Pedro uccise il sindaco e un'altra guardia, che riteneva essere il vero ladro; successivamente si rifugiò nella località di Mogi das Cruzes, a San Paolo. Lì iniziò a compiere svariati furti e uccise uno spacciatore di droga. In questo periodo si mise a fare lo spacciatore (mestiere che comunque pensava che non valesse la pena di svolgere) per conto di un noto leader locale chiamato Botinha e conobbe una donna, Maria Aparecida Olimpia, con la quale convisse per un periodo fino all'assassinio di lei da parte di alcuni membri di una gang mentre era al settimo mese di gravidanza. Filho, sopravvissuto all'attentato e in cerca di vendetta per la morte della compagna, uccise e torturò diverse persone nel tentativo di risalire al suo assassino. Prima di aver compiuto diciotto anni, aveva già ucciso dieci persone.
Ancora nella località di Mogi das Cruzes, giustiziò suo padre, colpevole di aver ucciso la moglie con ventuno colpi di machete, in una prigione locale: Filho gli estirpò il cuore e ne addentò un pezzo.

## Il carcere
Filho venne arrestato il 24 maggio del 1973; una volta in carcere, uccise almeno quattro detenuti. Successivamente sostenne di aver compiuto cento omicidi; le sue vittime confermate sono settantuno.
Nel 2003 fu condannato a 128 anni di carcere, ma la legge brasiliana prevede che il periodo di reclusione non superi i trent'anni. Successivamente la sua pena fu cambiata in 400 anni di carcere, per via dei suoi crimini commessi in prigione; nonostante ciò, venne rilasciato il 24 aprile 2007. Nel 2011 è stato nuovamente arrestato a Camboriù, nel litorale nord di Santa Catarina, con accuse di disordini e sequestro di persona.